# TG Norba 24
TG Norba 24 è un canale televisivo italiano nazionale all-news edito da Gruppo Norba.

## Storia
TG Norba 24, lanciato il 25 ottobre 2010, è disponibile su varie piattaforme di trasmissione:
- in chiaro sul digitale terrestre al canale 13 (tramite mux Rai Way locale in Puglia e Basilicata);
- in diretta streaming sul sito web ufficiale tramite Adobe Flash;
- in modalità free to air (MPEG-4 HD) al canale 510 di Sky Italia.

L'informazione trasmessa dalla all news è di portata nazionale con particolare interesse per le notizie riguardanti il sud d'Italia, specie per le regioni dove Telenorba irradia il suo segnale e ha le sue sedi principali.
Il canale trasmette in diretta dalle 5:00 a mezzanotte, con un telegiornale ogni quarto d'ora nel formato 16:9. Dal 4 maggio 2011 il canale è ricevibile anche in HD upscalato solamente in Puglia.
Il 22 novembre 2023 il canale passa all'HD, rendendo visibile solo in tale formato. 
Il direttore della testata giornalistica è Vincenzo Magistà.
I dipendenti del canale sono circa 150.
Agli Hot Bird TV Awards 2011 è stata premiata come miglior nuovo canale.

## Multiplex
In Puglia e Basilicata il canale è trasmesso sul mux RL Puglia-Basilicata 1 in versione HD sul canale 13.
Inoltre il canale fa parte del pacchetto News di Sky con LCN 510.

## Ascolti
| Anno | Gennaio | Febbraio | Marzo | Aprile | Maggio | Giugno | Luglio | Agosto | Settembre | Ottobre | Novembre | Dicembre | Media Anno |
| ---- | ------- | -------- | ----- | ------ | ------ | ------ | ------ | ------ | --------- | ------- | -------- | -------- | ---------- |
| 2011 | 0,08%   | 0,08%    | 0,10% | 0,11%  | 0,09%  | 0,11%  | 0,11%  | 0,12%  | 0,10%     | 0,10%   | 0,08%    | 0,09%    | 0,10%      |
| 2012 | 0,09%   | 0,09%    | 0,09% | 0,09%  | 0,11%  | 0,10%  | 0,09%  | 0,08%  | 0,07%     | 0,08%   | 0,09%    | 0,08%    | 0,09%      |
| 2013 | 0,09%   | 0,08%    | 0,09% | 0,10%  | 0,12%  | 0,12%  | 0,11%  | 0,10%  | 0,09%     | 0,08%   | 0,09%    | 0,09%    | 0,10%      |
| 2014 | 0,08%   | 0,08%    | 0,09% | 0,08%  | 0,08%  | 0,10%  | 0,09%  | 0,09%  | 0,08%     | 0,09%   | 0,08%    | 0,08%    | 0,08%      |
| 2015 | 0,05%   | 0,06%    | 0,05% | 0,05%  | 0,06%  | 0,07%  | 0,07%  | 0,08%  | 0,07%     | 0,08%   | 0,06%    | 0,06%    | 0,06%      |
| 2016 | 0,05%   | 0,05%    | 0,06% | 0,05%  | 0,06%  | 0,06%  | 0,08%  | 0,07%  | 0,07%     | 0,05%   | 0,04%    | 0,05%    | 0,06%      |
| 2017 | 0,06%   | 0,05%    | 0,06% | 0,06%  | 0,07%  | 0,08%  | 0,10%  |        |           |         |          |          | 0,06%      |

*Giorno medio mensile su target individui 4+

## Programmi
- Mattino Norba
- Mezzogiorno e dintorni, condotto da Nick Difino e Mayra Pietrocola
- Fatti ad Arte, condotto da Alina Liccione
- TG Norba 24 Mattina
- TG Norba 24 Flash
- TG Norba 24 Pomeriggio
- TG Norba 24 Sera
- TG Norba 24 LIS
- TG Norba 24 Prima
- TG Norba 24 Sport
- TG Norba 24 Rassegna Stampa
- TG Norba 24 Meteo
- Il Meteo
- Salute Magazine, condotto da Donatella Azzone
- Doctor TG24
- Il Fatto di Vincenzo Magistà
- Pillole - I Colori della Nostra Terra
- Il Graffio, condotto da Vincenzo Magistà
- Buongiorno, condotto da Rosaria Rollo